# Jordi Comas i Matamala
Jordi Comas i Matamala (Juià, Gironès, 1945 - Castell i Platja d'Aro, Baix Empordà, 19 de novembre de 2012) fou un empresari català dels sector de l'hoteleria i la restauració.
La seva trajectòria empresarial s'associa també a la participació activa en l'àmbit de la representació empresarial. Des de l'any 1996 va exercir diferents càrrecs en institucions rellevants de la demarcació de Girona entre les quals destaquen el de president de la Federació d'Organitzacions Empresarials de Girona (FOEG), des de 2009, i vocal de la Junta Directiva de la CEOE, entre d'altres. Fundador i vicepresident de la Comunitat Turística de la Costa Brava (1976-1978), membre de la Cambra de Comerç de Sant Feliu de Guíxols (1982-1986), president Skäl International de Girona (1988-1992), president Skäl International d'Espanya (1995-1997), vicepresident mundial Skäl international (1997-2006), vicepresident de la Cambra de Comerç de Sant Feliu de Guíxols (1996-2009), vicepresident del Consell de Turisme de les Cambres de Catalunya (2001-2009), membre de la directiva de Foment de Treball de Catalunya (2006-2009), vicepresident de la Federació Provincial de Girona (1999-2009).
En l'àmbit polític, fou regidor i tinent d'alcalde de Platja d' Aro (1970-1979). Des del càrrec de regidor impulsà diverses iniciatives turístiques i tingué un paper important en la consolidació de la Costa Brava com a destí turístic, i l'any 1976 fou soci fundador, accionista i conseller del Patronat de Turisme Costa Brava Girona. Després del franquisme milità a Convergència Democràtica de Catalunya (CDC).
Soci fundador d'El Punt-Avui, col·laborà amb Presència, fou accionista d'Hermes Comunicacions, editor del El Punt Avui i fundador de Ràdio Costa Brava i Ona Catalana, i soci-fundador del Centre d'Estudis Tècnics Turístics de Barcelona.
Fou mort en l'assalt d'uns lladres al seu domicili de Platja d'Aro.
L'any 2012 rep de la Generalitat de Catalunya la Medalla al Treball President Macià a títol pòstum. L'any 2015 neix la Fundació Jordi Comas i Matamala, de promoció del sector turístic a Girona.